# Suriya
Suriya Sivakumar, noto semplicemente come Suriya (in tamil சூர்யா, Cūryā; Chennai, 23 luglio 1975), è un attore e produttore cinematografico indiano.

## Biografia
Ha esordito con un film in lingua tamil nel 1997 (Nerrukku Ner); in seguito ha recitato in numerose pellicole di Kollywood. È approdato a Bollywood nel 2010 con il film Raktha Charitra. È sposato con Jyothika.

## Filmografia
- 2018 : Thaanaa Serndha Koottam
- 2016 : 24
- 2015 : Massu Engira Masilamani
- 2014 : Anjaan
- 2012 : Maattrraan (Fantascienza)[1]
- 2011 : 7aum Arivu (Fantascienza)[2]
- 2010 : Rakta Charitra (Film biografico)
- 2010 : Singam (Film d'azione)
- 2009 : Aadhavan (Film d'azione)
- 2009 : Ayan (Film d'azione-thriller)
- 2008 : Vaaranam Aayiram (Film romantico)
- 2006 : Sillunu Oru Kaadhal (Film romantico)
- 2005 : Ghajini (thriller psicologico)
- 2004 : Aaytha Ezhuthu
- 2004 : Perazhagan
- 2003 : Pithamagan (Dramma)
- 2003 : Kaakha Kaakha (giallo)
- 2001 : Friends
- 1997 : Nerruku Ner